# Črnkovec
Črnkovec je naseljeno mjesto u Zagrebačkoj županiji u Republici Hrvatskoj. Administrativno se nalazi u sastavu grada Velike Gorice. Prema popisu stanovništva iz 2011. naselje ima 412 stanovnika na površini od 4,62 kvadratna kilometra. Gustoća naseljenosti iznosi 89 stanovnika po kilometru kvadratnom. Črnkovec ima 94 domaćinstva.
Posavska ulica, koja čini veliki dio Črnkovca, bila za vrijeme poplave Poplave Save u rujnu 2010.

## Stanovništvo
| broj stanovnika | 68    | 102   | 90    | 135   | 135   | 137   | 147   | 113   | 112   | 124   | 170   | 187   | 217   | 262   | 334   | 412   | 339   |
|                 | 1857. | 1869. | 1880. | 1890. | 1900. | 1910. | 1921. | 1931. | 1948. | 1953. | 1961. | 1971. | 1981. | 1991. | 2001. | 2011. | 2021. |

## Vanjske poveznice
- Mjesni odbor Črnkovec  Arhivirana inačica izvorne stranice od 3. studenoga 2014. (Wayback Machine)